# Tenrekowiec wyżynny
Tenrekowiec wyżynny (Hemicentetes nigriceps) – gatunek ssaka z rodziny tenrekowatych w rzędzie afrosorkowców. Wyróżnia się charakterystycznym kolczastym futrem, czarnym w płowe pasy. Endemit Madagaskaru ze wschodniej części Płaskowyżu Centralnego, żyje w lasach i górskich wrzosowiskach, dobrze radząc sobie w siedliskach zdegradowanych przez człowieka. Poluje na drobne bezkręgowce, głównie pierścienice, sam będąc obiektem polowań madagaskarskich ssaków i węży. Jest jadany przez człowieka. Nie zagraża mu wyginięcie.

## Genetyka
Kariotyp liczy 38 chromosomów. Tyle samo występuje u drugiego gatunku tego rodzaju.

## Budowa
Tenrekowiec wyżynny należy do większych przedstawicieli rodziny tenrekowatych. Głowa i ciało mierzą od 12,4 do 17,4–18 cm, średnio 14 cm, nieco więcej niż u tenrekowca pręgowanego. Ucho mierzy od półtora do 2,1 cm. Stopa mierzy od 2,1 do 2,5 cm. Brak ogona. Ciało waży między 39 a 129 g, a więc więcej od tenrekowca pręgowanego, jednak mniej od osiągającego i 2 kg tenreka zwyczajnego. Marshall i Eisenberg podają masę ciała 80–150 g, mniejszą niż u drugiego gatunku.
Oba gatunki tenrekowca wyróżniają się ubarwieniem, szczególnie w okolicy karku. Tenrekowiec wyżynny ma płowy grzebień białych kolców. Podobny, choć nieco innej barwy zdobi kark tenrekowca pręgowanego. Tenrekowiec wyżynny nie ma na pysku żółtej pośrodkowej smugi charakterystycznej dla tenrekowca pręgowanego. Ciała obu gatunków pokrywa długie, kolczaste futro. Wąska płowa pręga przebiega przez głowę tenrekowca wyżynnego. Futro na grzbiecie jest czarne, gęste, szczeciniaste, czerń przecinają jaśniejsze pręgi, pośrodkowo na grzbiecie i po bokach, porośnięte dłuższymi jeszcze niż czarne rejony włosami. Pomiędzy włosami znajdują się kolce, nie tylko długie i cienkie w obrębie poprzecznego pasma na karku, ale też bardziej krępe, tworzące narząd strydulacyjny leżący pośrodkowo w tylnej części grzbietu, tworzony przez 11 kolców. Z ciemniejszym grzbietem kontrastuje ostro odgraniczony jasny brzuch porośnięty miękkim włosem płowej barwy, także nieco szczeciniastym. Podobny włos pokrywa kończyny zwierzęcia, przy czym wierzchnia ich powierzchnia przyjmuje barwę ciemnopłową, spodnia zaś jaśniejszą. Pod włosem okrywowym kryje się wełniasty podszerstek.
Czaszka tenrekowców, jak opisuje Jenkins, jest smukła i wydłużona, wedle Jenkins o bardzo dobrze rozwiniętym grzebieniu karkowym, wbrew starszym źródłom. Tenrekowiec wyżynny cechuje się długim pyskiem, ostro zakończonym, ruchliwym i nieporośniętym włosami (rhinarium), pokrytym zaś owalnymi łuskami. Jenkins zwraca uwagę na wysmuklone kości łzowe i smukłe żuchwy o niskich i zaokrąglonych wyrostkach dziobiastych. W środku mieszczą się niewielkie zęby. Ich mały rozmiar wydaje się być przystosowaniem do żywienia się niewielkimi bezkręgowcami o miękkich ciałach, znajdywanymi w glebie. Między przednimi zębami występuje diastema. Trzonowce mają zredukowane talony. Uszy są częściowo tylko pokryte włosem.
| Wzór zębowy | Wzór zębowy | I | C | P | M |
| ----------- | ----------- | - | - | - | - |
| 40          | =           | 3 | 1 | 3 | 3 |
| 40          | =           | 3 | 1 | 3 | 3 |

Występuje 20–21 kręgów lędźwiowych. Spojenie łonowe bywa otwarte, prawdopodobnie u samic. Układ wydalniczy i rozrodczy kończą się wspólnym ujściem.
Przedramię ma znaczną ruchomość. Kość gruszkowata tenrekowców jest długa i cieńsza niż u innych tenreków. Śródręcze jest długie, zwłaszcza promienie II i III. Dłonie szerokie, mające pięć palców, z których pierwszy i ostatni nie dorównują długością pozostałym. Palce, zwłaszcza trzy środkowe, wieńczą dobrze zbudowane, długie, nieznacznie tylko zawinięte pazury. Zwierzę wykorzystuje je do rozgrzebywania ściółki oraz do kopania jam w glebie. Dystalna część kości udowej tenrekowców jest szersza niż u innych tenrekowatych, kończą ją płytkie kłykcie i płytka bruzda rzepkowa (patellar groove). Kość piszczelowa nie jest bardzo silnie zbudowana. Ruchomość stawu skokowego przewyższa ruchomość nadgarstka, umożliwiając stopie pronację i supinację.  Stopy nie są aż tak szerokie, jak dłonie. Ich trzy środkowe palce również mają długie pazury.

## Systematyka
Tenrekowiec wyżynny zalicza się do rodziny tenrekowatych (Tenrecidae), kreowanej jeszcze w pierwszej połowie XX wieku, której miejsce na drzewie rodowym łożyskowców było przedmiotem kontrowersji. Umieszczana w grupach Plantigradae, a później owadożerne (Insectivora), po usunięciu ich z klasyfikacji przeniesiona została do nowo utworzonego rzędu afrosorkowców, do którego należą też prowadzące podziemny tryb życia złotokretowate oraz polujące w rzekach wodnice (Potamogalidae), zaliczane niegdyś do tenrekowatych.
Rodzina tenrekowatych obejmuje 3 podrodziny. Tenreki obejmują 5 gatunków, uszorki stanowią takson monotypowy, a największa podrodzina ryżorków obejmuje 25 gatunków, w większości z rodzaju tenreczek. Tenrekowiec zalicza się do podrodziny tenreków (Tenrecinae). Obejmuje ona 4 rodzaje: Hemicentetes (tenrekowiec), Chinops (tenreczynek), Setifer (jeżokret) i Tenrec (tenrek). Tenrekowiec wyżynny zalicza się do rodzaju tenrekowiec o następującej etymologii:
- Hemicentetes: gr. ἡμι- hēmi- „pół-, mały”, od ἡμισυς hēmisus „połowa”; rodzaj Centetes Illiger, 1811 (tenrek)[10].

Rodzaj ten tworzy klad z tenrekiem. Zawiera jako jedyny w swej podrodzinie dwa współczesne gatunki: tenrekowiec wyżynny i tenrekowiec pręgowany.
Gatunek Hemicentetes nigriceps naukowo opisał Albert C.L.G. Günther w 1875 roku. Epitet gatunkowy nigriceps stosowany jest także w nazwach innych taksonów, w tym ptaków, i jego etymologię tłumaczy się następująco:
- nigriceps: łac. niger – czarny, czerń oraz ceps od caput – głowa tu: głowy = „czarnogłowy”[11].

Holotyp pochodził z Madagaskaru. Jako miejsce typowe Günther wskazał Fienerentova (obecnie Fianarantsoa). Gatunek ten przez pewien czas uważano za podgatunek tenrekowca pręgowanego (Hemicentetes semispinosus). Tak też opisują go Marshall i Eisenberg w Mammalians Species w 1996 roku. Jednak kolejne badania potwierdziły jego odrębność, wykryto także potwierdzające ją sympatryczne występowanie obu tenrekowców na tych samych obszarach.
Podgatunków nie wyróżnia się.

## Tryb życia
Tenrekowiec wyżynny wiedzie naziemne, częściowo podziemne życie. Aktywny jest nocą, dzień zaś spędza w swej samodzielnie wykopanej norze, zwykle płytkiej, z wejściem zatkanym liśćmi. Tenrekowate nie są stałocieplne w tym samym stopniu, co większość ssaków. Temperatura ciała tenrekowca wyżynnego wzrasta późnym popołudniem, największa jest wczesnym wieczorem.
Zwierzę zapada w sen zimowy obligatoryjnie pomiędzy majem a październikiem wedle IUCN, w okolicy Manandroy i Fianarantosoa zaś w czerwcu i lipcu wedle Jenkins. Zimą spada podstawowy metabolizm (o 69%), jak i temperatura ciała, zwierzę nie budzi się w tym czasie, w przeciwieństwie do tenrekowca pręgowanego. Korzysta z nory ulokowanej na skraju lasu czy terenów uprawnych. Zazwyczaj wiedzie do niej jedno tylko wejście, zasłonięte liśćmi. Nora ma 7,5 cm wysokości oraz do 45 cm długości, nie jest więc ani wysoka, ani głęboka, i ustępuje znacznie większym norom tenrekowca pręgowanego. Wystarcza jednak do redukcji amplitudy temperatur. W środku panuje zwykle między 20,4° a 26,5 °C.
Zagrożone lub mocno zaniepokojone tenrekowce stroszą kolczaste futro na głowie i grzbiecie. Wydają też bzyczące dźwięki. W obronie własnej tenrekowce mogą uderzać swą kolczastą głową. Odnotowano także walki samców tenrekowców, mniej agresywne niż obrona przed drapieżnikami, obejmujące ruchy głową i uderzanie nosem, niekiedy ze stroszeniem kolców. Walki takie wzmaga obecność samicy. Zupełnie inaczej postępują samice, w razie spotkań dotykając się i wycofując. Spotykając narzucającego się samca niechętna samica również może nastroszyć na niego kolce.

### Cykl życiowy
W październiku tenrekowiec wyżynny budzi się ze snu zimowego. Niebawem przystępuje do rozrodu, który trwał będzie aż do końca marca. Samiec dotyka nosem nosa samicy, jej ucha i odbytu. Wspina się na nią w końcu, na co samica odpowiada, przyjmując pozycję lordozy. W efekcie samiec kopuluje z samicą, w wyniku czego wpierw dochodzi do indukowanej owulacji, a potem, niekoniecznie po pierwszym współżyciu, zachodzi ona w ciążę trwającą od 55 do 58 dni, a więc często nieco krócej niż u tenrekowca pręgowanego. Potem dziko żyjąca samica rodzi od 1 do 5 młodych, a więc nieco mniej niż u tenrekowca pręgowanego i znacznie mniej niż u rekordzisty – tenreka zwyczajnego. Starsze źródła podają tylko 1,3 młodego w miocie. Obserwacja tenrekowców wyżynnych w niewoli wskazuje, że młode przychodzą na świat z zamkniętymi oczyma, które otwierają w wieku od 7 do 12 dni. W pierwszym dniu życia zaczynają się rozwijać się futro i kolce, rozwinięte w 5 dniu, w 4 zaczynają eksplorować norę. Początkowo żywiąc się mlekiem matki, zaczynają pobierać stały pokarm w wieku trzech tygodni. W wieku 16 dni zaczyna wibrować narząd strydulacyjny. W wieku 20 dni mają już całkowicie rozwinięte futro z kolcami. W wieku 35 dni samica może zostać zapłodniona. W wieku 40 dni wzrost się zatrzymuje.

## Rozmieszczenie geograficzne
Jak wszystkie współczesne tenrekowate, tenrekowiec wyżynny jest endemitem Madagaskaru. Jego zasięg występowania obejmuje wschodnią część Płaskowyżu Centralnego. Według informacji IUCN zwierzę bytuje na wysokości od 1200 do 2350 m nad poziomem morza. Jenkins podaje niższą górną granicę: 2050 m.

## Ekologia

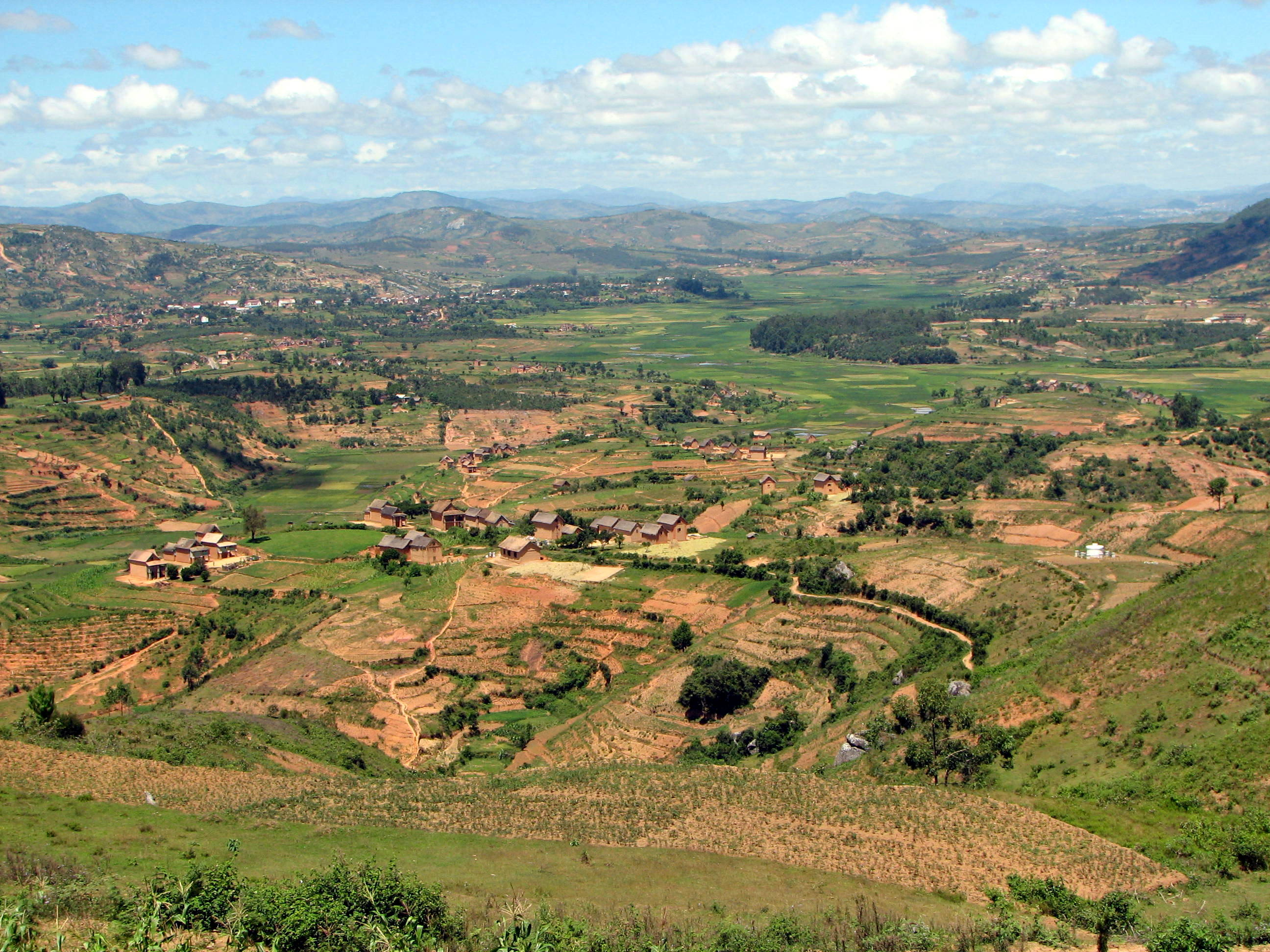
Tenrekowiec wyżynny zamieszkuje Płaskowyż Centralny

Jako siedlisko tenrekowca wyżynnego IUCN wymienia ogólnie sawanny i lasy, ale też siedliska zmodyfikowane działalnością ludzką. Precyzuje dalej, że chodzi zarówno o lasy pierwotne, jak i wtórne. Jenkins wymienia tutaj wilgotne lasy, widne lasy, ale też górskie wrzosowiska. Potwierdza on występowanie gatunków na terenach zmienionych czy zdegradowanych przez człowieka, nie tylko rolniczych, ale i miejskich. IUCN podaje wśród nich wsie, ogrody, ale też umiarkowanej wielkości miasta w znacznej odległości od lasu, gdzie tenrekowce wyżynne zauważył Goodman.
Tenrekowiec wyżynny spożywa bezkręgowce o miękkim ciele. Jenkins precyzuje, że chodzi głównie o pierścienice, czego dowiodły zarówno badania żywych tenrekowców wyżynnych trzymanych w niewoli, jak i analiza zawartości żołądków. Osobniki trzymane w niewoli nie pogardzały także larwami chrząszczy. Poluje nocą. Dżdżownic szuka w miękkiej, zacienionej glebie, posługując się w pewnym zakresie węchem, w ściółce szuka raczej owadów.
Z kolei na tenrekowca pręgowanego polują drapieżniki takie jak wśród ssaków fossa madagaskarska, fanaloka madagaskarska czy galidia kasztanowata, a także człowiek rozumny, z innych zwierząt także duże węże, w tym Acantophis.

## Zagrożenia i ochrona
Tenrekowiec wyżynny był ostatnio oceniany przez IUCN w 2014 roku. Przyznano mu status gatunku najmniejszej troski. IUCN uzasadnia to szerokim zasięgiem występowania, obfitością populacji i tolerancją na niszczenie środowiska poczynione przez człowieka. Całkowita liczebność populacji nie jest znana. Nie wiadomo też, czy nie spada. Tenrekowiec wyżynny wydaje się jednak pospolity, a populacja nie jest pofragmentowana. IUCN nie wymienia istotnych zagrożeń mogących doprowadzić do wymarcia gatunku. Lokalnie poluje się dlań celem konsumpcji. Terenom, na których żyje, zagraża wylesianie, jednakowoż gatunek ten dobrze radzi sobie w zniszczonych przez człowieka siedliskach. Ponadto występuje on w obszarach chronionych, takich jak Park Narodowy Andringitra i Park Narodowy Ranomafana.